# Сајберспејс
Сајберспејс (енгл. cyberspace, IPA: ) је замишљени простор у коме се одвија комуникација путем компјутера, нарочито преко интернета, виртуелни простор. У српском језику за овај појам се користе и речи "киберспејс" и "кибер-простор". Сајберспејс је реч која је у српски језик дошла из енглеског, а киберспејс је сложеница између префикса грчког порекла kybernet (és) што значи кормилар.
Термин сајберспејс (енгл. cyberspace) први пут је употребио писац научне фантастике Вилијам Гибсон у новели Burning Chrome из 1982, да би концепт разрадио у роману Неуромансер из 1984. чиме је 80-их година 20. века инаугурисао нови поджанр у научној фантастици назван сајберпанк (енгл. cyberpunk; такође и киберпанк), који приказује свет будућности у којем доминирају технологија, медији и информација.